# Vannoccio Biringuccio
Vannoccio Vincenzio Austino Luca Biringuccio dit Vannoccio Biringuccio était un maître artisan en fonte et métallurgie du début du XVIe siècle.

## Biographie

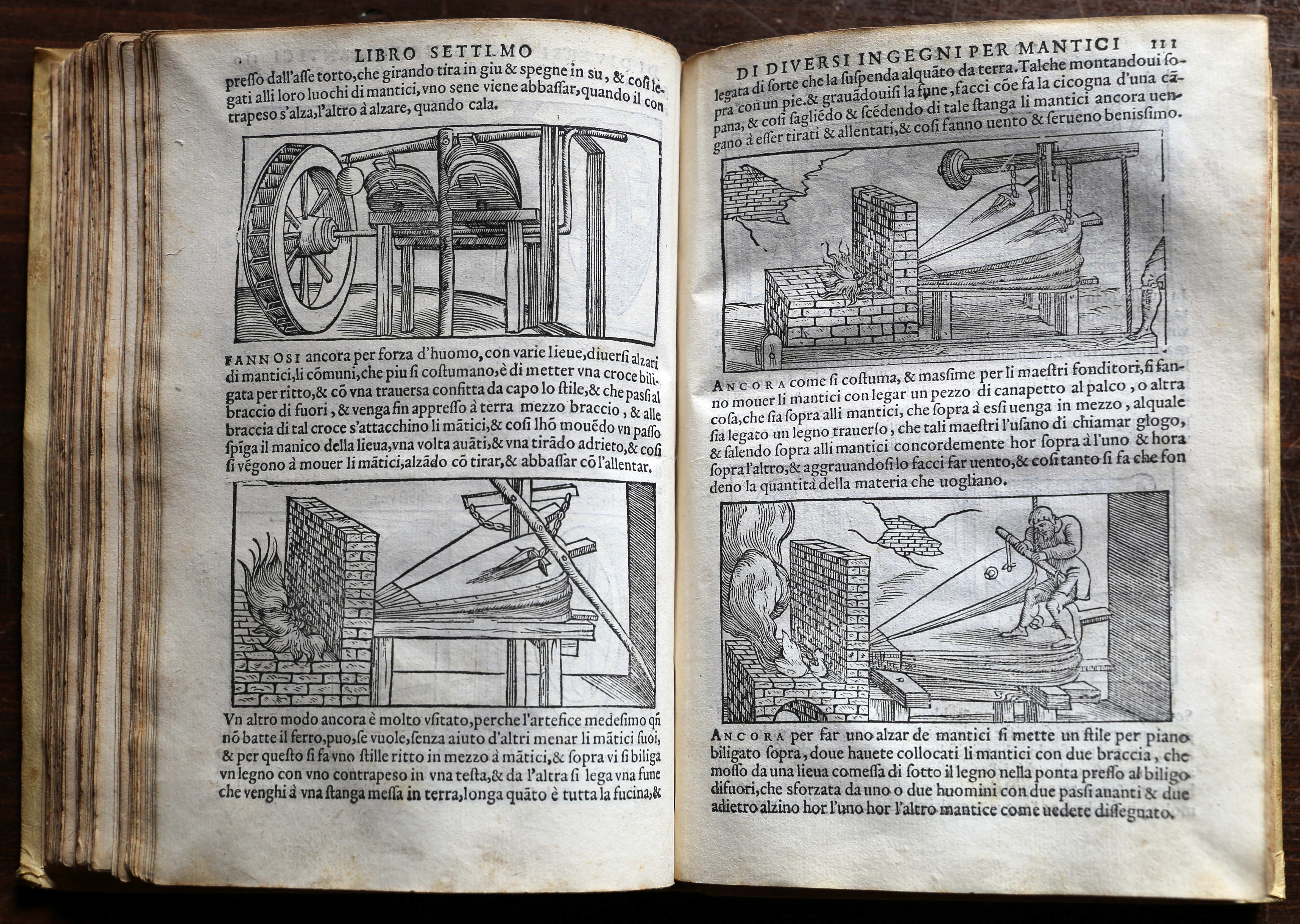
Pirotechnia

Vannoccio Biringuccio est né en 1480 à Sienne, où il est baptisé le 20 octobre. La date de sa mort n'est pas non plus connue précisément mais il serait décédé avant le 30 avril 1539.
Son ouvrage De la Pirotechnia, publié en 1540, est connu pour être le premier ouvrage imprimé couvrant le vaste domaine de la métallurgie. Il est illustré par 94 gravures sur bois et traite en premier lieu des principaux minerais : l'or, l'argent, le cuivre, le plomb, l'étain et le fer. L'ouvrage aborde ensuite les semi-minéraux (comme le mercure ou le soufre), l'analyse et la préparation des minerais pour la fonte, les explosifs. Comme Calbus Fribergius, il est cité par Agricola dans l'avant-propos du De Re Metallica :

« Nuper uerò Vannocius Biringuccius Senensis, homo disertus, et multarum rerum peritus, uulgari Italorum sermone tractauit locum De metallis fundendis, separandis, agglutinandis. »

— [Agricola 1556] (la + en) Georg Agricola, Herbert Hoover et Lou Henry Hoover, De re metallica, Translated from the First Latin Edition of 1556, New York, Dover Publications, 1950, sur archive.org (lire en ligne). Traduction française par A. France-Lanord (1992), éd. Gérard Kloop, Thionville.

## Œuvres
- (en) Vannoccio Biringucci (trad. de l'italien par Cyril Stanley Smith & Martha Teach Gnudi), The pirotechnia of Vannoccio Biringuccio : the classic sixteenth-century treatise on metals and metallurgy, New York, Dover Publications, 1990, 477 p. (ISBN 978-0-486-26134-8, OCLC 634328109, lire en ligne)
- Vannoccio Biringuccio, La Pyrotechnie, ou L'Art du feu, traduit par Jaques Vincent, Paris, chez Claude Fremy, 1572